# کوچینک
کوچینگ، مرکز دهستان کوچینگ از توابع بخش هیچان شهرستان نیکشهر در استان سیستان و بلوچستان ایران است.

روستای زیبا و تاریخی کوچینگ واقع در شمال غربی بخش مرکزی شهرستان نیکشهر قرار دارد با جمعیتی بالغ بر 3073 نفر
(جمعیت کل منطقه بالغ بر 7 هزارنفر)